# Делаваль, Жозе
Жозе Делаваль (фр. José Delaval, 27 марта 1921, Брюссель, Бельгия — не ранее 1952) — бельгийский хоккеист (хоккей на траве), нападающий.

## Биография
Жозе Делаваль родился 27 марта 1921 года в бельгийском городе Брюссель.
В 1948 году вошёл в состав сборной Бельгии по хоккею на траве на Олимпийских играх в Лондоне, поделившей 7-9-е места. Играл на позиции нападающего, провёл 4 матча, мячей (по имеющимся данным) не забивал.
В 1952 году вошёл в состав сборной Бельгии по хоккею на траве на Олимпийских играх в Хельсинки, поделившей 9-12-е места. Играл на позиции нападающего, провёл 4 матча, забил (по имеющимся данным) 2 мяча в ворота сборной Финляндии.
О дальнейшей жизни данных нет.